# Uramonsaari (ö, lat 63,68, long 28,96)
Uramonsaari är en ö i Finland. Den ligger i sjön Iso-Uramo och i kommunen Nurmes i den ekonomiska regionen  Pielinen-Karelen  och landskapet Norra Karelen, i den centrala delen av landet, 400 km nordost om huvudstaden Helsingfors. Öns area är 1,5 hektar och dess största längd är 210 meter i öst-västlig riktning.